# Anni 820
Gli anni 820 sono il decennio che comprende gli anni dall'820 all'829 inclusi.

## Eventi, invenzioni e scoperte

### Europa

#### Sacro Romano Impero
- 822: Lotario I, figlio di Ludovico il Pio, diventa re d'Italia, mantenendo la carica fino all'855
- 823: Ludovico il Pio sposa Giuditta di Baviera, con la quale ha un figlio, Carlo il Calvo.

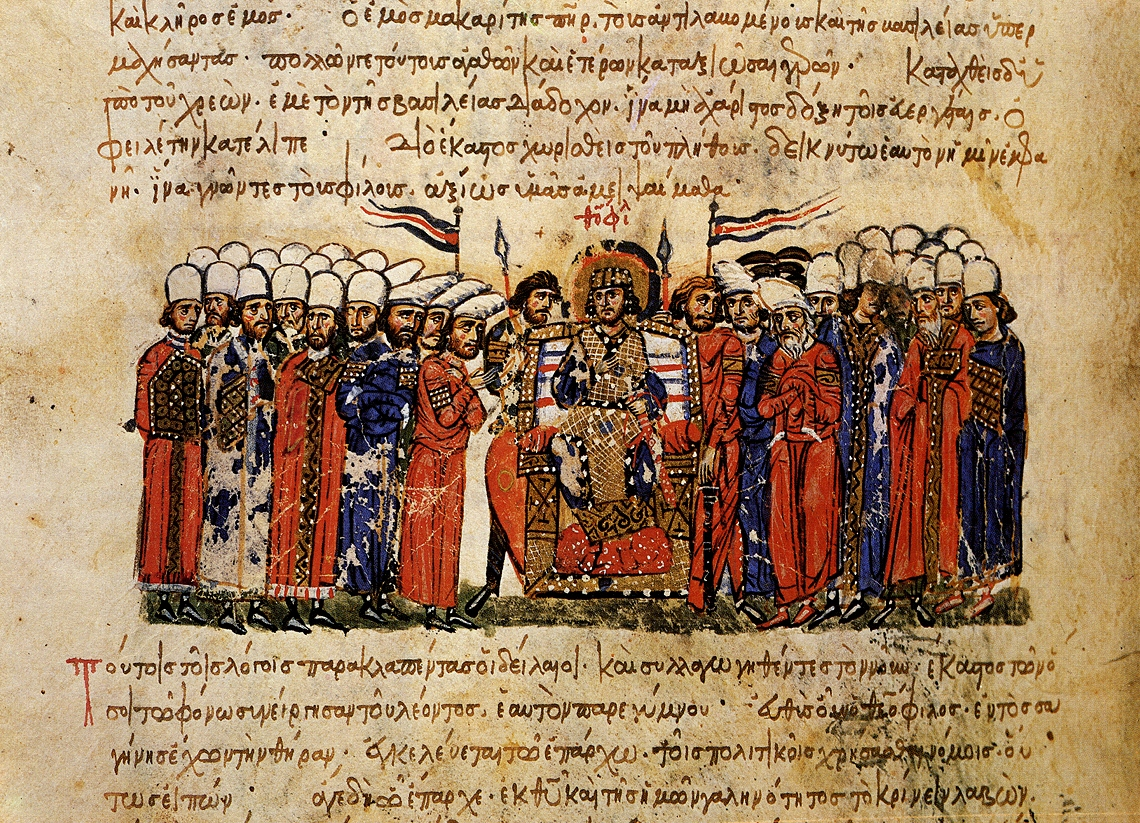
L'imperatore Teofilo raffigurato insieme alla sua corte.

#### Impero romano d'Oriente
- 820: Michele II succede a Leone V come imperatore.
- 16 giugno 827 - Sbarco a Mazara: Inizia la conquista islamica della Sicilia. In pochi giorni anche Naro e Agrigento diventano arabe.
- 829: Dopo diversi contrattacchi bizantini, la Sicilia viene liberata. Tuttavia si rivelerà una vittoria effimera, dato che già dall'anno successivo gli arabi torneranno nell'isola.
- 2 ottobre 829: Morte di Michele II. Suo figlio Teofilo diventa imperatore.

#### Repubblica di Venezia
- 827: Morte di Agnello Partecipazio. Diventa Doge il figlio, Giustiniano Partecipazio.
- 828: Due mercanti veneziani, su ordine di Giustiniano Partecipazio, rubano le spoglie di San Marco, che vengono portate trionfalmente a Venezia
- 829: Morte di Giustiniano Partecipazio. Diventa Doge suo fratello Giovanni I Partecipazio.

### Asia

#### Impero persiano
- 820: Muḥammad ibn Mūsā al-Khwārizmī scrive un libro di matematica, considerato l'origine dell'algebra.

### Altro

#### Religione
- 5 giugno 824: Eugenio II diventa papa.
- 827: Dopo la morte di Eugenio II, Valentino diventa papa.
- 827: Dopo la morte di Valentino, Gregorio IV diventa papa.

## Personaggi
- Ludovico il Pio, imperatore del Sacro Romano Impero.
- Lotario I, figlio di Ludovico il Pio e re d'Italia.
- Michele II, imperatore bizantino.
- Teofilo, imperatore bizantino.
- Eugenio II, papa.